# ハーパージャンジュニア
ジャン・ローレンス・ハーパージュニア（2003年〈平成15年〉2月9日 - ）は、日本のプロバスケットボール選手。沖縄県出身。B.LEAGUEのサンロッカーズ渋谷に所属している。ポジションはポイントガード。

## 来歴
コザ中学校から福岡第一高校に進学し、3年次にU-16日本代表に選出される。この年にはインターハイ・ウィンターカップ2冠を達成。
2021年1月、琉球ゴールデンキングスと特別指定選手契約を結ぶ
2月6日、沖縄市体育館でのレバンガ北海道戦にて高校の1年先輩である河村勇輝が持っていた当時Bリーグ最年少出場記録を更新する17歳11カ月28日で出場。翌日の試合ではフリースローを決めて最年少得点記録も17歳11カ月29日に更新。
2023年1月、群馬クレインサンダーズに特別指定選手登録される。
2024年1月、サンロッカーズ渋谷に特別指定選手登録される。

## 所属歴
- 福岡第一高
  - 琉球（2021年：特別指定選手）
- 東海大学 （2021年〜）
  - 群馬（2023年：特別指定選手）